# ایو آنژلو
ایو آنژلو (فرانسوی: Yves Angelo‎؛ زادهٔ ۲۲ ژانویهٔ ۱۹۵۶) فیلم‌بردار، کارگردان فیلم و فیلم‌نامه‌نویس اهل فرانسه است. وی از سال ۱۹۷۷ میلادی تاکنون مشغول فعالیت بوده است.
از فیلم‌ها یا مجموعه‌های تلویزیونی که وی در آن‌ها نقش داشته است، می‌توان به رئیس‌جمهورها، ماروین، در شب باز است، واژه‌های آبی، ترس و لرز، هوایی چنان پاک، ژرمینال، قلبی در زمستان و تمام صبح‌های جهان اشاره نمود.